# Samuel Hambleton
Samuel Hambleton (* 8. Januar 1812 im Talbot County, Maryland; † 9. Dezember 1886 in Easton, Maryland) war ein US-amerikanischer Politiker. Zwischen 1869 und 1873 vertrat er den Bundesstaat Maryland im US-Repräsentantenhaus.

## Werdegang
Samuel Hambleton genoss eine private Schulausbildung. Nach einem anschließenden Jurastudium und seiner 1833 erfolgten Zulassung als Rechtsanwalt begann er in Easton in diesem Beruf zu arbeiten. Gleichzeitig schlug er als Mitglied der Demokratischen Partei eine politische Laufbahn ein. In den Jahren 1834 und 1835 saß er im Abgeordnetenhaus von Maryland; zwischen 1836 und 1844 fungierte er als Staatsanwalt im Talbot County. Von 1844 bis 1850 gehörte Hambleton dem Senat von Maryland an. In den Jahren 1853 und 1854 war er Präsident der Chesapeake and Ohio Company. Außerdem war er im Jahr 1853 noch einmal Mitglied des Abgeordnetenhauses von Maryland.
Bei den Kongresswahlen des Jahres 1868 wurde Hambleton im ersten Wahlbezirk seines Staates in das US-Repräsentantenhaus in Washington, D.C. gewählt, wo er am 4. März 1869 die Nachfolge von Hiram McCullough antrat. Nach einer Wiederwahl konnte er bis zum 3. März 1873 zwei Legislaturperioden im Kongress absolvieren. Im Jahr 1870 wurde der 15. Verfassungszusatz ratifiziert. Nach dem Ende seiner Zeit im US-Repräsentantenhaus zog sich Hambleton aus der Politik zurück. Er starb am 9. Dezember 1886 in Easton, wo er auch beigesetzt wurde.